# Tribe of Force
Tribe of Force è il terzo album del gruppo musicale heavy metal a cappella tedesco Van Canto, pubblicato tra febbraio e marzo 2010 da Nuclear Blast.

## Tracce

### CD
1. Lost Forever - 4:44
2. To Sing a Metal Song - 3:24
3. One to Ten - 4:06 (con Victor Smolski)
4. I Am Human - 3:56
5. My Voice - 5:30
6. Rebellion - 4:05 (cover dei Grave Digger) (con Chris Boltendahl)
7. Last Night of the Kings - 3:52
8. Tribe of Force - 3:17
9. Water. Fire. Heaven. Earth. - 3:32
10. Master of Puppets - 8:23 (cover dei Metallica)
11. Magic Taborea - 3:22
12. Hearted - 4:00 (con Tony Kakko)
13. Frodo's Dream - 3:06

### Bonus DVD - Live at Wacken 2008
1. Pathfinder
2. Kings of Metal
3. Rain
4. The Bard's Song (In the Forest)
5. The Mission
6. Fear of the Dark
7. Battery

## Formazione
- Dennis Schunke - voce principale
- Inga Scharf - voce principale
- Stefan Schmidt - rakkatakka basso, assolo di chitarra wah-wah
- Ross Thompson - rakkatakka alto
- Ingo Sterzinger - dandan basso
- Bastian Emig - batteria

### Ospiti
- Victor Smolski - assolo di chitarra in One to Ten
- Chris Boltendahl - voce in Rebellion
- Tony Kakko - voce in Hearted